# John Pemberton
John Stith Pemberton (Knoxville, no Condado de Crawford, 8 de julho de 1831 – Atlanta, 16 de agosto de 1888) foi um farmacêutico e inventor estadunidense responsável por ser o criador da fórmula da Coca-Cola. E veterano do Exército dos Estados Confederados. Em maio de 1886, ele desenvolveu uma versão inicial de uma bebida que mais tarde se tornaria a Coca-Cola, mas vendeu seus direitos sobre a bebida pouco antes de sua morte em 1888.
Ele sofreu um ferimento de sabre sofrido em abril de 1865, durante a Batalha de Colombo. Seus esforços para controlar sua dor crônica o levaram ao vício em morfina. Ele começou a experimentar vários analgésicos e toxinas. No final, após o desenvolvimento de uma bebida anterior que misturava álcool e cocaína, isso levou à receita que mais tarde foi adaptada para fazer a Coca-Cola.

## Biografia
John Pemberton nasceu em 8 de julho de 1831, em Knoxville, Condado de Crawford, Geórgia. Seu pai era James Clifford Pemberton, irmão do general confederado John Clifford Pemberton. Pemberton foi criado em Rome, Geórgia, ingressou no Reform Medical College of Georgia, em Macon, e em 1850, aos dezenove anos, obteve licença para exercer a profissão de farmacêutico. Pouco tempo depois, ele conheceu Ann Eliza Clifford Lewis, de Columbus, Geórgia, que havia estudado no Wesleyan College em Macon. Em 1853, eles se casaram em Columbus e tiveram um filho, Charles Ney Pemberton, nascido em 1854.
Durante a Guerra Civil, servindo no 12º Regimento de Cavalaria do Exército Confederado, John Pemberton foi ferido em abril de 1865 na Batalha de Columbus, na Geórgia, durante uma carga de cavalaria, onde recebeu um corte de sabre no peito. A dor o fez viciar-se em morfina, que usava para acalmar o desconforto e a dor. Em busca de uma cura para o vício, dedicou-se a inventar uma bebida que pudesse curá-lo e conseguiu a Coca-Cola. A princípio ele o chamou de Pemberton's French Wine Coca (Pemberton's French Coca Wine): esta primeira fórmula continha vinho até a Lei Seca ser aprovada em Atlanta, cidade onde ele morava. Devido a isso, ele foi forçado a fazer uma nova fórmula, da qual resultou a fórmula original da Coca-Cola.

## Coca-Cola

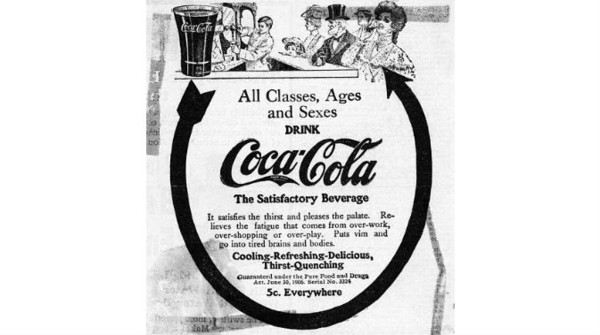
Uma das primeiras propagandas da Coca Cola

Em 1885, ele adicionou noz-de-cola a uma nova bebida que havia criado, desta vez sem álcool, mas com xarope de açúcar. A fórmula final ficou pronta em 8 de maio de 1886.
A primeira receita do refrigerante Coca-Cola continha extratos de folhas de coca (daí o nome Coca-Cola). A Coca Cola chegou a conter 9 miligramas de cocaína por copo, mas em 1903 foi removida. O farmacêutico John S. Pemberton desenvolveu uma bebida refrescante para tentar se livrar do vício em morfina. Ele conseguiu largar a morfina, mas caiu no vício dessa bebida feita com extratos da folha de coca. Quando foi descoberto o potencial viciante da substância, o teor de coca foi substituído por cafeína, buscando o mesmo efeito.
Foi seu contador, Frank Robinson, quem lhe deu o nome e desenhou o logotipo e o traço da letra original. Além disso, ele vendeu uma parte da The Coca-Cola Company para Asa Griggs Candler, que, ao morrer, comprou a empresa por $ 1 750. Na verdade, Griggs era genro de Pemberton, por isso teve a oportunidade de comprar o negócio; Griggs morreu em março de 1929. A verdade é que, como muitos grandes inventores, Pemberton não sabia lucrar muito com sua invenção. Em contraste, com Candler, a empresa aumentou as vendas em 4 000% entre 1890 e 1900. A publicidade foi um grande sucesso e, no início do século XX, a bebida estava sendo vendida nos Estados Unidos e no Canadá, e também começou a vender o xarope para empresas engarrafadoras independentes.

## Morte
John Pemberton morreu em Atlanta aos 57 anos em agosto de 1888, pobre, viciado em morfina e vítima de câncer de estômago. Seu filho continuou a vender uma alternativa à fórmula de seu pai, mas Charles Pemberton faleceu apenas seis anos depois, um usuário de ópio. Seu corpo foi levado para a Geórgia e enterrado no Cemitério Linwood em Columbus. Sua lápide está gravada com símbolos que mostram seu serviço militar confederado e seu orgulho em ser maçom.